# Malovice (okres Prachatice)
Malovice (dříve také Horní Malovice, Velké Malovice) jsou obec v samém severovýchodním cípu okresu Prachatice v Jihočeském kraji. Leží zhruba pět kilometrů severovýchodně od Netolic, 7,5 kilometru jihovýchodně od Vodňan; devatenáct kilometrů severovýchodně od okresního města Prachatic a 22 kilometrů severozápadně od krajského města Českých Budějovic. Malovice leží v Českobudějovické pánvi (podcelek Blatská pánev, okrsek Vodňanská pánev), na západním břehu rozlehlého Horního malovického rybníka, který je odděluje od Maloviček. Územím obce probíhá železniční trať 193 (Dívčice – Netolice) se zastávkou Malovice u Netolic (od roku 2011 je však na ní pravidelná osobní doprava zastavena). Žije zde 672 obyvatel.

## Historie
První písemná zmínka o obci pochází z roku 1315, kdy Malovice patřily Bohuslavu Malovci, který byl prvním známým předkem starého českého rodu Malovců z Malovic; rod byl později povýšen do panského stavu. Malovecká tvrz měla v roce 1530 při věži obytné stavení a malý srub a byla obklopena příkopem; poslední zmínka o tvrzi je z roku 1597.

## Obyvatelstvo
| Rok            | 1869  | 1880  | 1890  | 1900  | 1910  | 1921  | 1930  | 1950 | 1961 | 1970 | 1980 | 1991 | 2001 | 2011 | 2021 |
| -------------- | ----- | ----- | ----- | ----- | ----- | ----- | ----- | ---- | ---- | ---- | ---- | ---- | ---- | ---- | ---- |
| Počet obyvatel | 1 316 | 1 373 | 1 218 | 1 204 | 1 266 | 1 288 | 1 189 | 927  | 846  | 732  | 696  | 634  | 647  | 608  | 636  |
| Počet domů     | 191   | 198   | 208   | 206   | 207   | 203   | 237   | 240  | 224  | 212  | 204  | 246  | 279  | 289  | 287  |

## Obecní správa

### Části obce
- Holečkov
- Hradiště
- Krtely
- Malovice
- Malovičky
- Podeřiště

### Obecní symboly
Znak a vlajka byly obci uděleny rozhodnutím předsedy Poslanecké sněmovny Parlamentu České republiky dne 21. června 2018.

## Pamětihodnosti
- Stodola usedlosti čp. 1, převážně roubená (jedno nároží zděné) s dochovanou doškovou krytinou na bocích valbové střechy. Objekt je v havarijním stavu; v roce 2011 těžce poškozen pádem stromu. (kulturní památka ČR)
- Zemědělský dvůr Rábín
- Hradiště Na šancích, archeologická lokalita

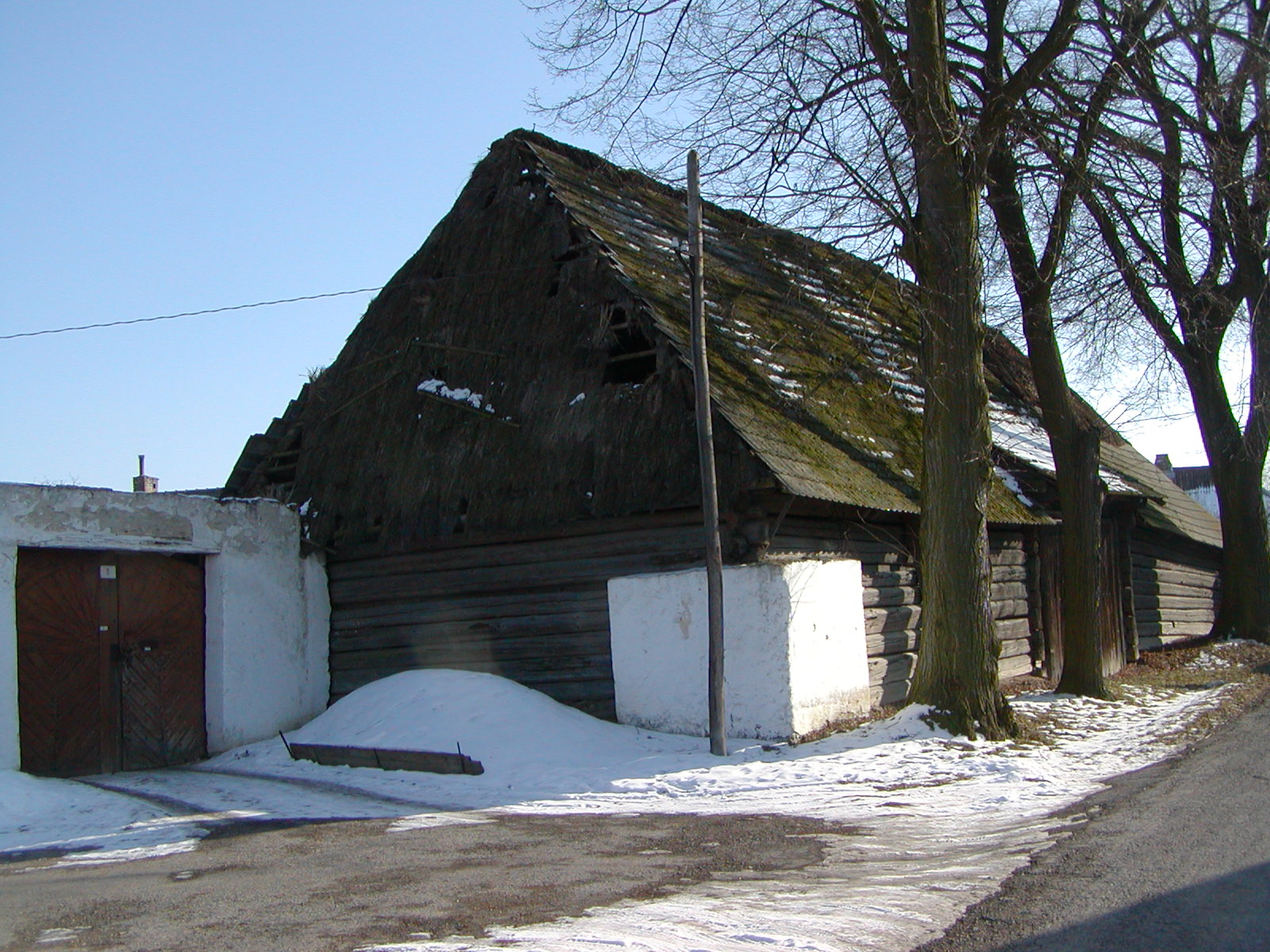
Stodola před poškozením (2003)
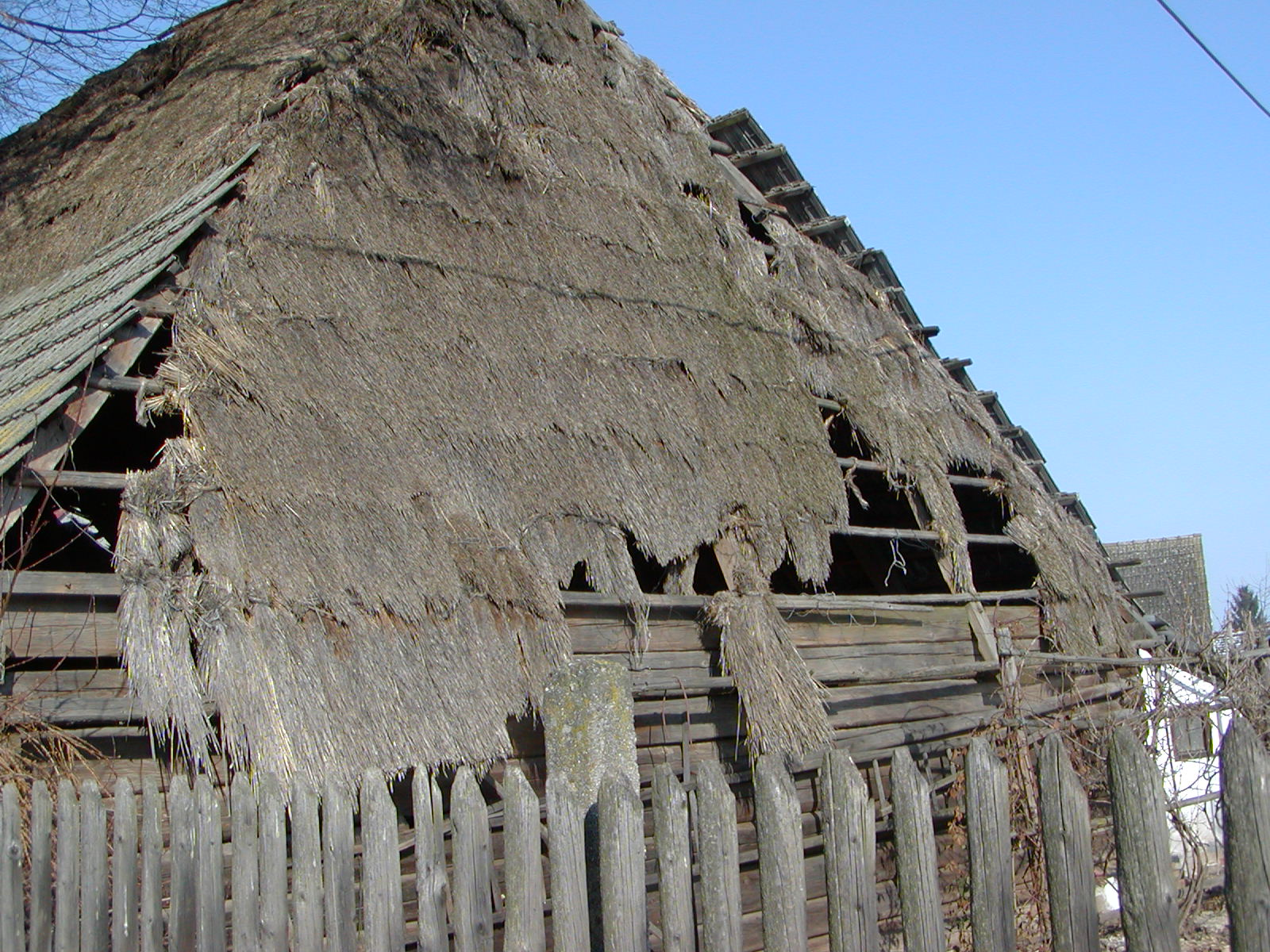
Došková část střechy stodoly
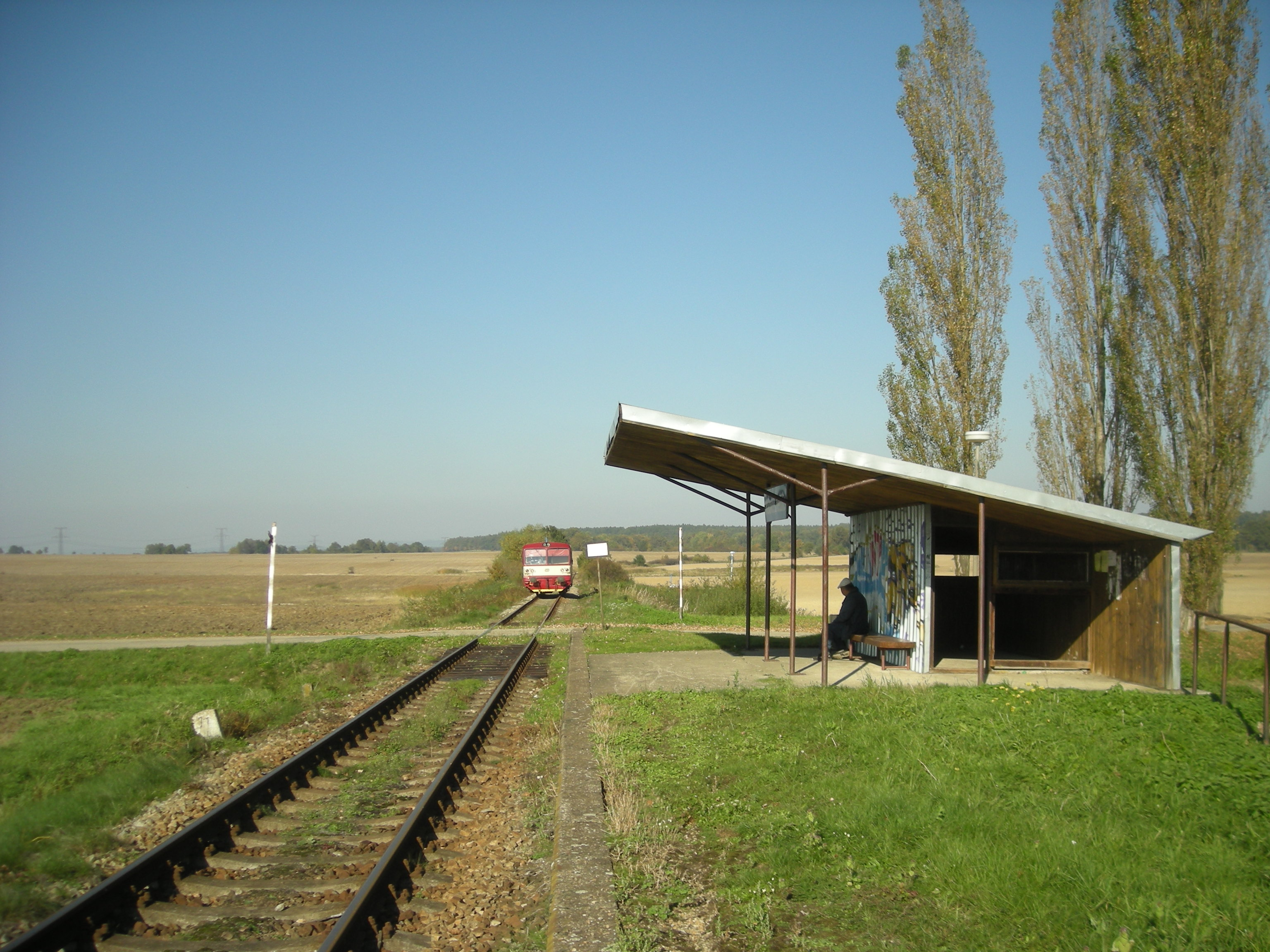
Železniční zastávka v Malovicích (2010)

## Kultura
- Divadlo Continuo - sídlí v bývalé usedlosti Švestkový dvůr